# ناحیه بودواو
ناحیه بودواو (به عربی: دائرة بودواو) یک ناحیه در الجزایر است که در استان بومرداس واقع شده‌است. ناحیه بودواو ۷۱٬۰۲۸ نفر جمعیت دارد.